# Charles Ruellan
Pour les articles homonymes, voir Ruellan.
Charles Ruellan est un homme politique français né le 22 février 1876 à Saint-Malo (Ille-et-Vilaine) et décédé le 29 mars 1955 à Versailles (Yvelines). Il fait partie de la fratrie Ruellan, modèle de patriotisme et d’abnégation pendant la Première Guerre mondiale. Membre de l'Action française, il siège à la Chambre bleu horizon dans le groupe des Indépendants de droite.

## Biographie
Il naît et passe son adolescence à Paramé, commune voisine de Saint-Malo et qui sera absorbée en 1967, avant de s'installer à Chaville, non loin de Versailles.
Il est engagé dans la Première Guerre mondiale où sa fratrie, les dix frères Ruellan, devient tristement célèbre en comptabilisant six morts au combat (puis deux des suites de la guerre), devenant la fratrie la plus endeuillée du conflit. Comme trois de ses frères, il survit au conflit mondial. Sa conduite exemplaire lui vaut la médaille militaire, la Croix de guerre 1914-1918 et l'ordre national de la Légion d'honneur au grade d'officier.
Ayant conservé une résidence secondaire à Paramé, il en devient conseiller municipal aux élections municipales de 1919 et se présente quelques mois plus tard à la députation pour l'Ille-et-Vilaine aux élections législatives de novembre 1919. Il figure sur la liste d'union nationale conduite par Ferdinand Baston de La Riboisière, un grand propriétaire local. Les votes donnent trois sièges à la liste d'union nationale contre quatre à la liste républicaine rassemblant radicaux de gauche, radicaux-socialistes et socialistes. Si la tête de liste La Riboisière choisit de siéger à l'Entente républicaine démocratique, le groupe de la Fédération républicaine, Charles Ruellan fait partie du groupe des Indépendants de droite, dominé par les sympathisants de l'Action française. Charles Ruellan lui-même est d’opinions royalistes et appartient aux ligues de l'Entente nationale puis de l'Action française.
Son travail parlementaire est marqué par les questions militaires ; il fait notamment partie des commissions de la marine militaire, des pensions de guerre, des spéculations et marchés de guerre. À la commission des pensions de guerre, il rédige trois rapports en 1920 pour définir les compétences et les pouvoirs du ministère des Pensions, traiter de la permission accordée aux pensionnés militaires de résider à l'étranger sans autorisation. Il propose également une loi sur les pensions militaires.
En séance publique, il s'insurge de concert avec Pierre Jurie-Joly et Paul Julien Granier de Cassagnac contre le relèvement de l'indemnité parlementaire, étant donné que beaucoup de pensions de guerre et de primes de démobilisation n'ont toujours pas été payées par le gouvernement. De plus, il demande des crédits pour l'entretien des troupes, la construction des cimetières militaires et la réfection des arsenaux militaires.
Lors des grèves de 1920, il cherche à inciter le Gouvernement Millerand à plus de fermeté face à ces mouvements sociaux qu'il juge noyautés par les communistes désireux de renverser l’État. Ainsi, le 27 février 1920, il interrompt Yves Le Trocquer en pleine séance pour réclamer plus de sévérité face à une « grève politique » des cheminots. Il sera exaucé par le gouvernement qui fait voter des lois de réquisition pour réprimer le mouvement social.
En 1920, il se déclare scandalisé par les profits réalisés grâce aux marchés de guerre et demande que des mesures soient prises. De même, il fustige le laxisme de la loi d'amnistie de 1921 préparée par le gouvernement et qui fait échapper aux poursuites et aux sanctions de nombreuses infractions et délits commis durant la Première Guerre mondiale, et dépose plusieurs amendements pour la limiter. Au cours de la discussion de la loi créant la caisse des pensions de guerre, il critique la procédure de décrets du gouvernement.
Le 1er avril 1922, lui et ses collègues Eugène Magne, Pierre Jurie-Joly, Henri de La Ferronnays, Jean Le Cour-Grandmaison et Jean Ybarnégaray empêchent Aristide Briand de justifier à la tribune la politique étrangère de son gouvernement (tombé en janvier 1922) par leurs interruptions constantes. En effet, ils considèrent que Briand a fait preuve de pusillanimité dans la négociation des indemnités de guerre allemandes en refusant d'aller contre l'avis du cabinet britannique.
Enfin, ses préoccupations sociales l'amènent à s'opposer à la majoration des droits de succession et à chercher à limiter le manque de logements par la construction de maisons à bon marché.
Il ne se représente pas aux élections législatives de 1924, abandonnant la vie politique pour s'installer à Versailles où il vit jusqu'à sa mort en 1955.

## Distinctions
- Officier de la Légion d'honneur[1]
- Médaille militaire
- Croix de guerre 1914–1918
- Ordre de la Francisque[8]